# Али III ибн аль-Хуссейн
Али III ибн аль-Хусейн (араб. أبو الحسن علي باشا باي بن الحسين‎), общеизвестный как Али-бей (Ла-Марса, 14 августа 1817 – там же, 11 июня 1902) — тринадцатый бей Туниса (1882–1902) из династии Хусейнидов. Первый правитель Французского протектората Тунис.

## Биография
Родился 14 августа 1817 года. 23 августа 1863 года был назначен Бель аль-Махалла (наследником) своим братом Мухаммадом III ас-Садиком. Вместе с этим был назначен дивизионным генералом Армии Туниса и поставлен во главе армейской колонны, действующей внутри страны (на тунисском арабском — мхалла), главной целью которой было утверждение власти бея в отдалённых регионах, вершение правосудия от имени бея и сбор налогов. Али-бей был увлечён конной ездой и тщательно выполнял эту работу 2 раза в год — на севере Туниса летом в Бедже и Эль-Кефе и на юге зимой в Кайруане и других городах. Подавил Революцию Меджба в 1864 годувместе с генералами Ахмедом Зарруком, Рустумом и Усманом. 
После захвата Францией Туниса и подписания Бардоского договора Али-бей сменил Мухаммеда 29 октября 1882. Он также стал почётным маршалом Армии Османской Империи, так как Тунис всё ещё считался османской провинцией. Его первым действием, как правителя, было принятие отставки мамлюка-министра Мохаммеда Хазнадара, и назначение на его пост великого визиря местного происхождения Мохаммеда Азиза Буаттура.
8 июня 1883 года он вметсе с французским генерал-резидентом Полем Камбоном подписал Ла-Марсскую конвенцию, по которой он официально отказался от власти, сохраняя власть номинальную. Тунис оставался под оккупацией французскими колониальными войсками генерала Фергемоля. Всё управление страной, а также контроль над полицией, армией и иностранными делами был передан колониальной власти.
5 апреля 1885 года возник политический кризис, вызванный решением Камбона отозвать действующую ещё 18 лет концессию на поставку воды в Тунис и предоставить новую концессию компании, в которой большую долю имеол брат французского премьер-министра Жюля Ферри. Весь городской совет Туниса подал в отставку, и делегация из 2000 знатных людей прибыла во дворец Ла-Марса, призывая бея пересмотреть новый муниципальный закон и отменить концессию на воду. Али-бей не смог выполнить их прошение. "Вы пришли плакать в дом слёз" — ответил им он. Колониальные власти предприняли карательные меры против лидеров демонстрации. Камбоном были сосланы лидеры демонстрации в Эль-Кеф и Габес и уволены высшие городские чиновники на том основании, что они были "фанатиками, враждебными протекторату".
Зимой 1884–1885 в Тунис для преподавания в мечети аз-Зайтуна прибыл один из ведущих юристов и реформаторов арабского мира Мухаммад Абдо, где его встретил Али-бей.
Али-бей всё больше отходил от государственных дел перед своей смертью 11 июня 1902 года. Он был похоронен в мавзолее Турбет-эль-Бей в Медине Туниса. Его наследником был его сын Мухаммад IV аль-Хади.

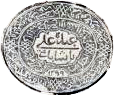
Печать Али-бея

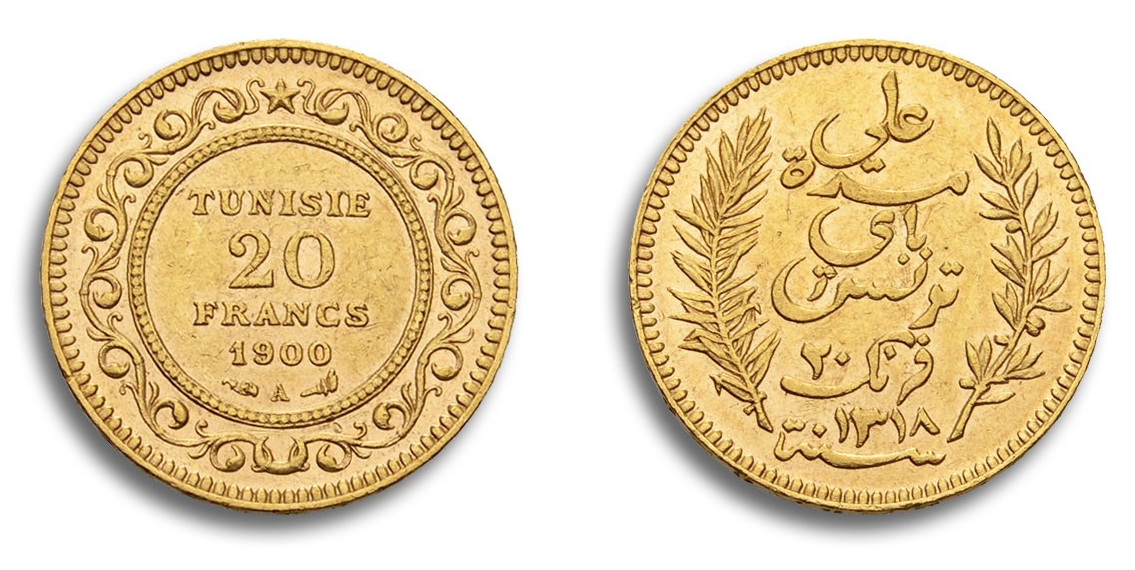
20 франков времён правления Али-бея